# Ловицький повіт
Ловицький повіт (пол. powiat łowicki) — один з 21 земських повітів Лодзького воєводства Польщі.
Утворений 1 січня 1999 року в результаті адміністративної реформи.

## Загальні дані
Повіт знаходиться у північно-східній частині воєводства.
Адміністративний центр — місто Лович.
Станом на 1.01.2008 населення становить 81 784 осіб, площа 988,17 км².

## Демографія
Демографічні дані повіту станом на 31 grudnia.2007:
|       | Всього | Всього | Жінки | Жінки | Чоловіки | Чоловіки |
| ----- | ------ | ------ | ----- | ----- | -------- | -------- |
|       | осіб   | %      | осіб  | %     | осіб     | %        |
| Повіт | 81784  | 100    | 42267 | 51,7  | 39517    | 48,3     |
| Міста | 29929  | 100    | 15890 | 53,1  | 14039    | 46,9     |
| Села  | 51855  | 100    | 26377 | 50,9  | 25478    | 49,1     |